# Ягнєниця
Ягнєниця (словен. Jagnjenica) — поселення в общині Радече, Савинський регіон, Словенія. Висота над рівнем моря: 352,9 м.